# Dürrenthal
Dürrenthal (lb. Direndall) – mała miejscowość (lieu-dit) w środkowym Luksemburgu, w gminie Kehlen, w kantonie Capellen. Do 3 października 2015 leżała w dystrykcie Luksemburg.